# Кален (община Прилеп)
Вижте пояснителната страница за други значения на Кален.
Кален (на македонска литературна норма: Кален) е село в южната част на Северна Македония, община Прилеп.

## География
Селото е разположено в северната част на областта Мариово, на 26 km южно от общинския център Прилеп, недалеко от пътя Прилеп – Витолище. Селото е на надморска височина от 640 метра. Има относително голямо землище от 22,6 km2, в което преобладават пасищата с 1433 ха, обработваемите земи са 533 ха, а горите само 52 ха.
Църквата в селото е „Възнесение Господне“ („Свети Спас“).

## История

### Османска империя
| Османски статистики        | Ханета | Неженени | Вдовици | Годишен приход |
| -------------------------- | ------ | -------- | ------- | -------------- |
| Дефтер № 4 от 1476/77 г.   | 6      |          |         | 530            |
| Дефтер № 16 от 1481/82 г.  | 19     |          |         | 1203           |
| Дефтер № 73 от 1519 г.     | 63     | 2        |         | 3328           |
| Дефтер № 149 от 1528/29 г. | 36     | 13       | 8       | 4139           |
| Дефтер № 232 от 1544/45 г. | 35     | 5        | 1       | 2439           |

В списък (иджмал дефтер) на джизието на немюсюлманите от селата от вакъфите на починалия султан Сюлейман в Морихова от 14 февруари 1628 година е отбелязано село Кален с 15 ханета (домакинства).
В XIX век Кален е изцяло българско село в Прилепска кааза, Мориховска нахия на Османската империя. В „Етнография на вилаетите Адрианопол, Монастир и Салоника“, издадена в Константинопол в 1878 година и отразяваща статистиката на населението от 1873  година селото фигурира два пъти – веднъж като Колен (Kolène) със 70 домакинства и 357 жители българи и втори път като Клен (Klen) със 74 домакинства и 312 жители българи и 7 цигани.
Според статистиката на Васил Кънчов („Македония. Етнография и статистика“) от 1900 година селото има 360 жители, всички българи християни.
На Етнографската карта на Битолския вилает на Картографския институт в София от 1901 година Кален е чисто българско село в Прилепската каза на Битолския санджак с 57 къщи.
В началото на XX век българското население на селото е под върховенството на Българската екзархия. По данни на секретаря на екзархията Димитър Мишев („La Macédoine et sa Population Chrétienne“) през 1905 година в Кален има 376 българи екзархисти и работи българско училище. Към 1906-1907 година енорийски свещеник в Кален, Кокре и Пещани е Петър Поптрайков.
Според Георги Трайчев Кален има 40 къщи с 360 жители българи.

### Северна Македония[1]
| Националност     | 1948 | 1953 | 1961 | 1971 | 1981 | 1991 | 1994 | 2002 |
| ---------------- | ---- | ---- | ---- | ---- | ---- | ---- | ---- | ---- |
| Общо             | 239  | 287  | 336  | 287  | 110  | 45   | 38   | 19   |
| северномакедонци |      | 287  | 3356 | 284  | 110  | 45   | 38   | 19   |
| албанци          |      | 0    | 0    | 0    | 0    | 0    | 0    | 0    |
| турци            |      | 0    | 0    | 0    | 0    | 0    | 0    | 0    |
| роми             |      | 0    | 0    | 0    | 0    | 0    | 0    | 0    |
| власи            |      | 0    | 0    | 0    | 0    | 0    | 0    | 0    |
| сърби            |      | 0    | 1    | 0    | 0    | 0    | 0    | 0    |
| бошняци          |      | 0    | 0    | 0    | 0    | 0    | 0    | 0    |
| други            |      | 0    | 0    | 3    | 0    | 0    | 0    | 0    |

## Личности
Родени в Кален
- Петко Стойков Петков, кметски наместник в периода от 1941 до 1944 година[10]
- Трайчо Стоянов (1903 – 6 август 1925), български революционер, деец на ВМРО, загинал в сражението при Драчевица[11]